# توفيق ديبي
توفيق ديبي (بالهولندية: Tofik Dibi)‏ سياسي هولندي من أصول مغربية ، من مواليد مدينة فلسنكن جنوب غرب هولندا في 18 نوفمبر / تشرين الثاني 1980 ، عضو سابق بالبرلمان ينتمي إلى حزب اليسار الأخضر الهولندي مسؤولا عن شؤون الشباب وشؤون الأسرة والسلامة والتكامل و القانون الجنائي.

## التعليم والنشأة
ديبي هو الثالث من خمسة أشقاء، أحدهم توفي في سن مبكرة جدا. وقد حدث طلاق بين والديه عندما كان في سن السابعة وعاش ديبي في كنف والده الذي توفي لاحقاً بعد ثلاث سنوات فإنتقل للعيش مع والدته في منطقة سلوترفارت بمدينة أمستردام، وهناك التحق بمدرسة ابتدائية كاثوليكية ثم مدرسة «هارفورمد لايسوم ويست» الثانوية  ودرس ديبي الإعلام والثقافة (مساق دراسات الأفلام) في جامعة أمستردام، ولكنه لم يكمل تعليمه الجامعي هذا، لاسيما وأن واحد من اخوته، جمال ديبي، كان يمارس لعبة كرة القدم.

## النشاط السياسي

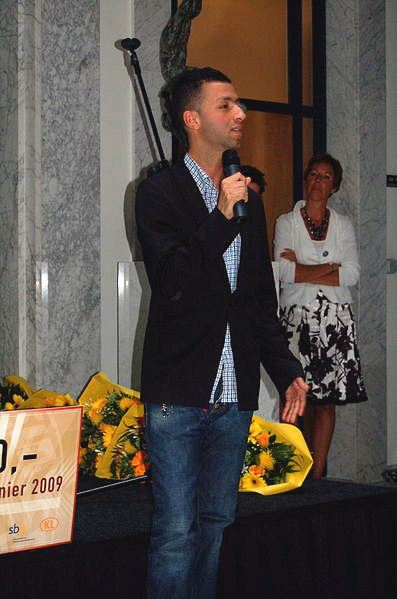
توفيق ديبي، السياسي الشاب

وقبل أن يصبح ديبي عضوا بالبرلمان الهولندي كان نشطا في العمل السياسي العام بمنطقة سكناه « بوس إن لامر » التابعة لبلدية أمستردام، وفي جمعية سكانية تُعرف باسم «السكن في المستقبل الذاتي»، كما كان عضو في مجلس إدارة 
جمعية العمال التركية في هولندا (بالهولندية Turkse Arbeidersvereniging in Nederland) و(باللغة التركية Hollanda Türkiyeli Isçiler Birligi)، ذات التوجه الماركسي. وكان أيضاً صاحب مبادرات تظاهرية عدة من بينها حملة «أوقفوا بوش»، ضد سياسة الرئيس الأمريكي الأسبق بوش إزاء الشرق الأوسط التي دشنتها حركة الإشتراكيين الدوليين التروتسكية التوجه عند زيارة الرئيس بوش لهولندا في عام 2005 ، كما نظم تظاهرة أخرى مع لجنة للتحرك الوطني تسمى «كفى» تحت شعار «جميعنا مغايرون جميعنا متساوون».
احتجاجا على ممارسات التمييز العرقي والعنصرية ضد المسلمين في هولندا.

### العمل النيابي

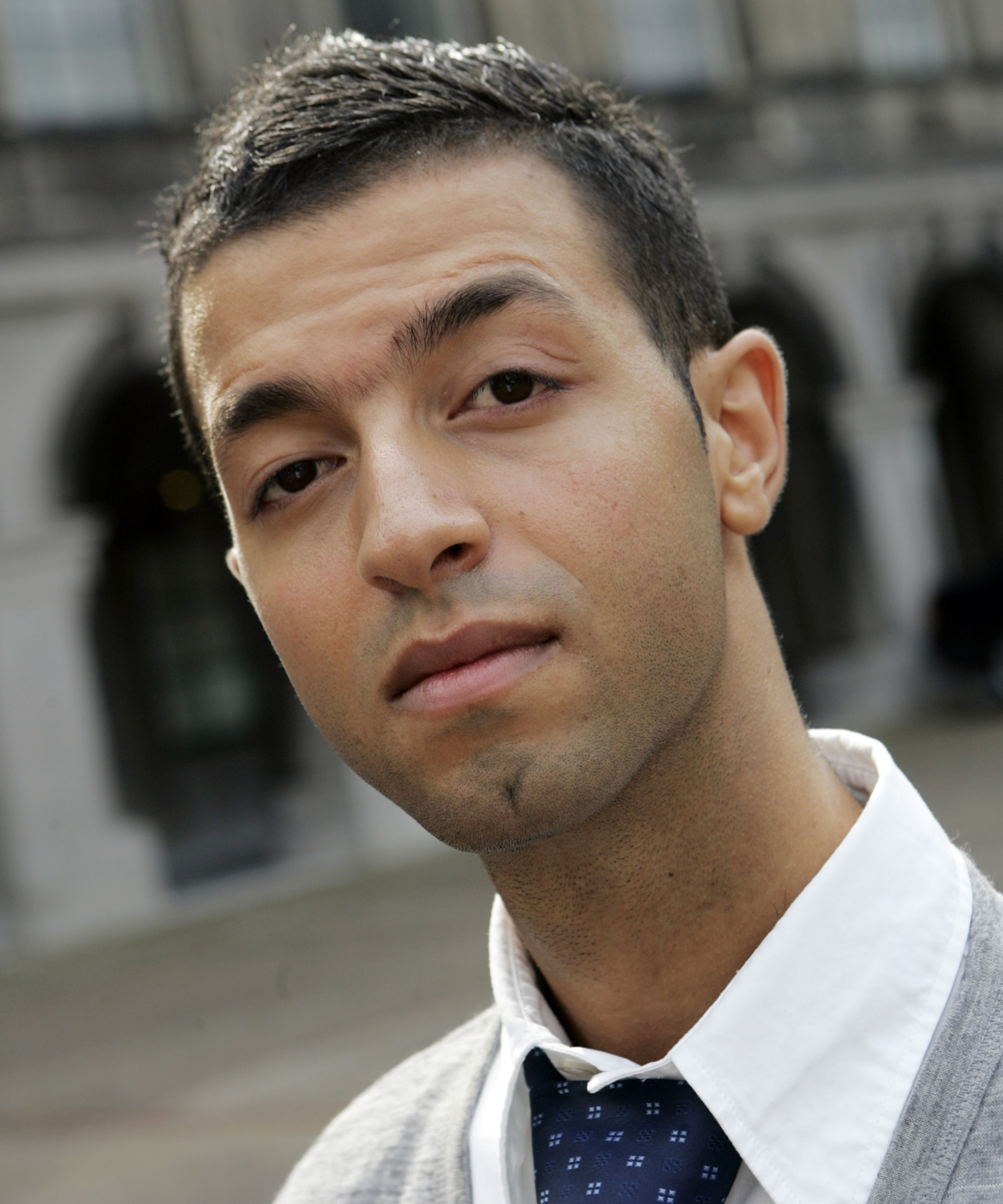
ديبي في 2010

تَرَشَّح ديبي الشاب للانتخابات البرلمانية الهولندية في سبتمبر / أيلول 2006 ممثلا لحزب اليسار الأخضر الهولندي وجاء ترتيبه في قائمة المرشحين الفائزين في المركز السابع. وعلى الرغم من أنه لم يَعِر أية جدية لفوزه المفاجيء حيث رشح نفسه «لمجرد الدعابة والتسلية» حسبما ذكر لاحقاً، إلا أن لجنة الاختيار التابعة للحزب وصفته، ولدهشته، بأنه «موهبة سياسية» 
وبسبب خلفيته الأثنية فقد تركز نشاطه البرلماني بشكل خاص على مسائل مثل زيادة فرص شباب المهاجرين (أي ما يعرفوا في هولندا بذوي الأصول غير الهولنديةباللغة الهولندية allechtonen) بالمدن الكبيرة في النجاح في مجالات التعليم والعمل وغيرها. ولذلك سعى إلى جذب الانتباه إلى ممارسات التمييز العرقي ضد الشباب في الدخول إلى الأماكن العامة كالملاهي الشبابية وغيرها. وألقى النائب توفيق ديبي أول خطاب برلماني له في 23 يناير / كانون الثاني 2007 اثناء النقاش البرلماني حول ميزانية وزارة العدل لعام 2007.
وفي 13 يناير/ كانون الثاني 2008 تم إيقافه من قبل الشرطة في امستردام لقيامه بتوزيع منشورات ضد السياسي الهولندي خيرت فيلدرز أثناء تظاهرة نظمها الاشتراكيون الدوليون تحمل صورة لفيلدرز وتحتها العباررة التالية: «المتطرف يجلب للمجتمع أضراراً بالغة». أشار ديبي فيما بعد إلى أنه لم يعلم بتلك التظاهرة إلا عن طريق البحث في شبكة الإنترنت من خلال «مصطلحات معينة»، ووذكر بأن من غير المقبول قيام الشرطة بتكميم الأفواه بهذه الطريقة. وسبق لديبي وأن شارك في العديد من انشطة الاشتراكيين الدوليين واحتفالياتهم وتظاهراتهم كما اجرى لقاءات صحفية مع ما يصدرونها من صحف ودوريات.
وفي ديسمبر / كانون الأول تم اختياره من قبل الصحافة الهولندية المتخصصة في الشؤون البرلمانية ليكون الشخصية السياسية الموهوبة لذلك العام.
وعمل في الفترة من 2006 وحتى 2010 ناطقاً رسمياً باسم حزب اليسار الأخضر في شؤون التعليم والشباب والأسرة والزراعة والاندماج، كما شارك في عضوية لجنة التقصي البرلمانية الخاصة بالتعليم. وفي الفترة من 2010 وحتى 2012 أصبح متحدثاً باسم الحزب حول شؤون الأمن والشباب والأسرة والتكامل.
في مايو / أيار 2012 أعلن عن رغبته في وضع اسمه في صدارة القائمة الحزبية لليسار الأخضر الخاصة بانتخابات سبتمبر / أيلول 2012. وقد خسر الانتخابات الداخلية في الحزب أمام منافسته يولانده ساب بحصوله على 12٪ من الاصوات المؤدية له مقابل 84٪ من المعارضين لترشحه. ولم تتم إعادة انتخاب ديبي للبرلمان خلال ذلك العام. وبعد مغادرته للعمل النيابي قرر ديبي توسيع مداركه الأكاديمية فالتحق بجامعة امستردام للدراسة حتى عام 2014.

## وصلات خارجية
- الموقع الرسمي لتوفيق ديبي على الشبكة
- صفحة توفيق ديبي على الفايسبوك  على فيسبوك.
- توفيق ديبي على موقع قناة الجزيرة - 2012